# El cardenal
El cardenal (títol original en anglès The Cardinal) és una pel·lícula estatunidenca dirigida per Otto Preminger i estrenada l'any 1963. Ha estat doblada al català.

## Repartiment
- Tom Tryon: Stephen Fermoyle
- Carol Lynley: Mona Fermoyle / Regina Fermoyle
- Dorothy Gish: Celia Fermoyle
- Maggie McNamara: Florrie Fermoyle
- Bill Hayes: Frank Fermoyle
- Cameron Prud'Homme: Din Fermoyle
- Romy Schneider: Annemarie von Hartman
- Cecil Kellaway: Monsenyor Monaghan
- Loring Smith: Cornelius J. Deegan
- John Saxon: Benny Rampell
- James Hickman: Pare Lyons
- Berenice Gahm: Mrs. Rampell
- John Huston: Cardenal Glennon
- Jose Duvall: Ramon Gongaro (com Jose Duval)
- Peter MacLean: Pare Callahan
- Robert Morse: Bobby
- Burgess Meredith - Reverend Ned Halley
- Josef Meinrad: Cardenal Innitzer
- Wolfgang Preiss: Alcalde de la SS